# Dietmar Schauerhammer
Dietmar Schauerhammer (Neustadt an der Orla, 12 augustus 1955) is een voormalig Oost-Duits bobsleeremmer. Schauerhammer was als remmer van Wolfgang Hoppe actief. Schauerhammer won samen met Hoppe zowel in de twee- als de viermansbob olympisch goud in 1984 in Sarajevo en vier jaar in Calgary de zilveren medaille in de viermansbob. Schauerhammer won op de wereldkampioenschappen vijf medailles waaronder de gouden in de tweemansbob in 1985 en 1986.

## Resultaten
- Wereldkampioenschappen bobsleeën 1983 in Lake Placid  in de tweemansbob
- Olympische Winterspelen 1984 in Sarajevo  in de tweemansbob
- Olympische Winterspelen 1984 in Sarajevo  in de viermansbob
- Wereldkampioenschappen bobsleeën 1985 in Cervinia  in de tweemansbob
- Wereldkampioenschappen bobsleeën 1986 in Königssee  in de tweemansbob
- Wereldkampioenschappen bobsleeën 1987 in Sankt Moritz  in de tweemansbob
- Wereldkampioenschappen bobsleeën 1987 in Sankt Moritz  in de viermansbob
- Olympische Winterspelen 1988 in Calgary  in de viermansbob

1932: Hubert Stevens / Curtis Stevens ·
1936: Ivan Brown / Alan Washbond ·
1948: Felix Endrich / Friedrich Waller ·
1952: Andreas Ostler / Lorenz Nieberl ·
1956: Lamberto Dalla Costa / Giacomo Conti ·
1964: Anthony Nash / Robin Dixon ·
1968: Eugenio Monti / Luciano De Paolis ·
1972: Wolfgang Zimmerer / Peter Utzschneider ·
1976: Meinhard Nehmer / Bernhard Germeshausen ·
1980: Erich Schärer / Josef Benz ·
1984: Wolfgang Hoppe / Dietmar Schauerhammer ·
1988: Jānis Ķipurs / Vladimir Kozlov ·
1992: Gustav Weder / Donat Acklin ·
1994: Gustav Weder / Donat Acklin ·
1998: Günther Huber / Antonio Tartaglia en Pierre Lueders / David MacEachern ·
2002: Christoph Langen / Markus Zimmermann ·
2006: André Lange / Kevin Kuske ·
2010: André Lange / Kevin Kuske ·
2014: Beat Hefti / Alex Baumann ·
2018: Francesco Friedrich / Thorsten Margis en Justin Kripps / Alexander Kopacz ·
2022: Francesco Friedrich / Thorsten Margis
1924: Scherrer / Neveu / A.Schläppi / H.Schläppi ·
1928: Fiske / Tucker / Mason / Gray / Parke ·
1932: Fiske / Eagan / Gray / O'Brien ·
1936: Musy / Gartmann / Bouvier / Beerli ·
1948: Tyler / Martin / Rimkus / D'Amico ·
1952: Ostler / Kuhn / Nieberl / Kemser ·
1956: Kapus / Diener / Alt / Angst ·
1964: V.Emery / Kirby / Anakin / J.Emery ·
1968: Monti / De Paolis / Zandonella / Armano ·
1972: Wicki / Leutenegger / Camichel / Hubacher ·
1976: Nehmer / Babock / Germeshausen / Lehmann ·
1980: Nehmer / Musiol / Germeshausen / Gerhardt ·
1984: Hoppe / Wetzig / Schauerhammer / Kirchner ·
1988: Fasser / Meier / Fässler / Stocker ·
1992: Appelt / Schroll / Winkler / Haidacher ·
1994: Czudaj / Brannasch / Hampel / Szelig ·
1998: Langen / Zimmermann / Jakobs / Hampel ·
2002: Lange / Kühn / Kuske / Embach ·
2006: Lange / Hoppe / Kuske / Putze ·
2010: Holcomb / Mesler / Tomasevicz / Olsen ·
2014: Melbārdis / Dreiškens / Vilkaste / Strenga  ·
2018: Friedrich / Bauer / Grothkopp / Margis   ·
2022: Friedrich / Margis / Bauer / Schüller
- Gemeinsame Normdatei: 1067575243
- Virtual International Authority File: 315074039